# گلن، میسیسیپی
گلن (به انگلیسی: Glen) شهرکی در ایالت میسیسیپی کشور ایالات متحده آمریکا است که جمعیت آن در سرشماری سال ۲۰۱۰ میلادی، ۴۱۲
نفر بوده‌است.